# Biporteur

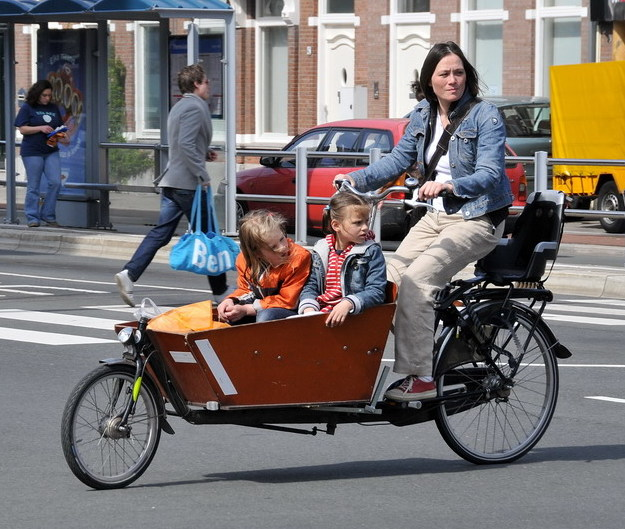
Mère avec deux enfants sur un vélo cargo biporteur classique à La Haye (Pays-Bas).

Un biporteur est un vélo cargo à deux roues, dérivé de la bicyclette et permettant de transporter des marchandises ou des enfants à l'avant dans le cas d'un biporteur classique (dit Long John) ou à l'arrière du vélo dans le cas d'un longtail.

## Définition
Le mot est dérivé de « triporteur » et désigne un vélo cargo à deux roues (alors que le triporteur en compte trois) muni d'une caisse pour transporter des marchandises ou encore des enfants. Le mot est apparu pour la première fois sur le site de amsterdamer.fr et a été inventé par Bruno Duval : il est synonyme d'appellations plus anciennes mais moins usités aujourd'hui comme « vélo brouette ».
Ce type de bicyclette est très répandu aux Pays-Bas, où le relief plat incite les néerlandais à l'utiliser quotidiennement pour déposer les enfants à l'école ou faire les courses, malgré toutefois la puissance du vent nordique très fréquent. En France l'émergence des assistances électriques efficaces permet désormais de passer les petits reliefs sans effort.
Les constructeurs de référence historique sont les Néerlandais Defietsfabriek et Bakfiets.nl, cette dernière marque ne devant pas être confondue avec le mot Néerlandais Bakfiets, contraction de « Bak » (caisse) et « Fiets » (vélo). Plus récemment la société hollandaise Babboe a investi ce marché avec des biporteurs moins chers fabriqués en Asie. 
Urban Arrow, Douze-Cycles (vélos fabriqués en France) et Larry vs. Harry sont des fabricants reconnus sur le segment des biporteurs pour coursiers, destinés à la livraison.  
Les vélos biporteurs permettent le transport d'enfants ainsi que le chargement de marchandises à l'avant ou à l'arrière du vélo et sur le porte-bagage. Les biporteurs avec chargement à l'avant sont les vélos cargos les plus répandus ; ils sont plus sûrs qu'un siège sur un vélo classique pour le transport d'enfants. Ils offrent une grande capacité de chargement et un centre de gravité bas favorisant la maniabilité. Ils ne sont pas plus larges qu'un vélo (la largeur de la caisse est égale à celle du guidon) et se garent donc aussi facilement qu'un vélo. En revanche ils sont plus longs qu'un vélo et ne peuvent être accrochés à un porte-vélo derrière une voiture.
En comparaison avec les biporteurs avec chargement à l'avant, les biporteurs avec chargement à l'arrière, tel que le Bike43, ressemblent davantage à des vélos classiques, avec une partie arrière allongée. Ils sont donc moins encombrants. L'utilisation de grandes sacoches permet d'atteindre des charges utiles intéressantes, mais le centre de gravité est alors un peu plus haut, ce qui altère la stabilité.

## Caractéristiques

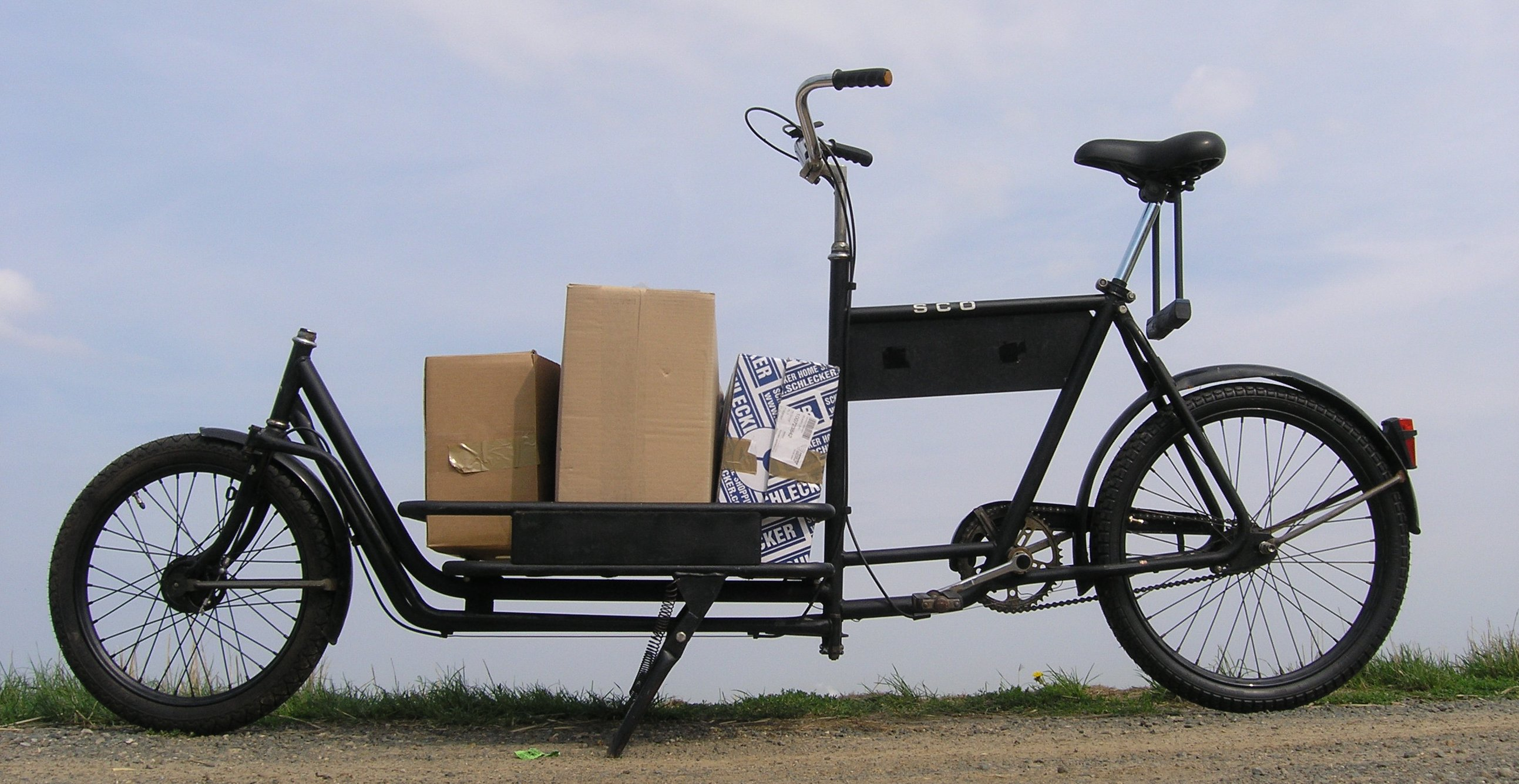
Biporteur danois.
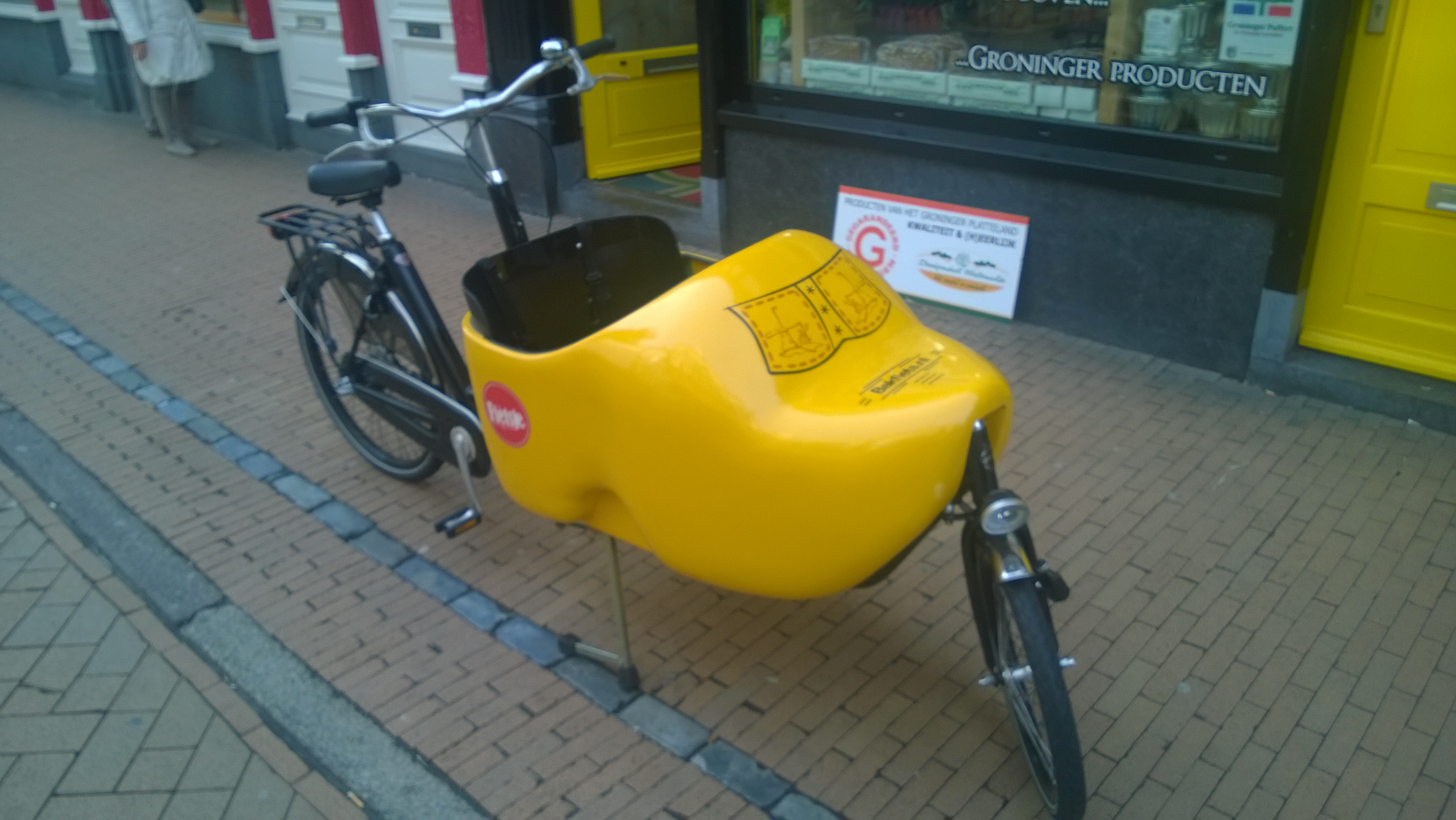
Biporteur néerlandais en modèle de sabot
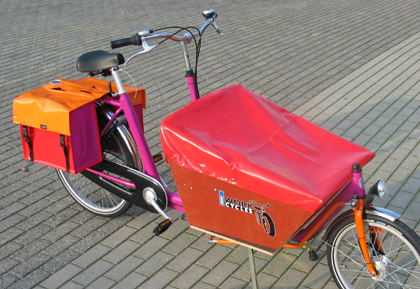
Biporteur néerlandais.
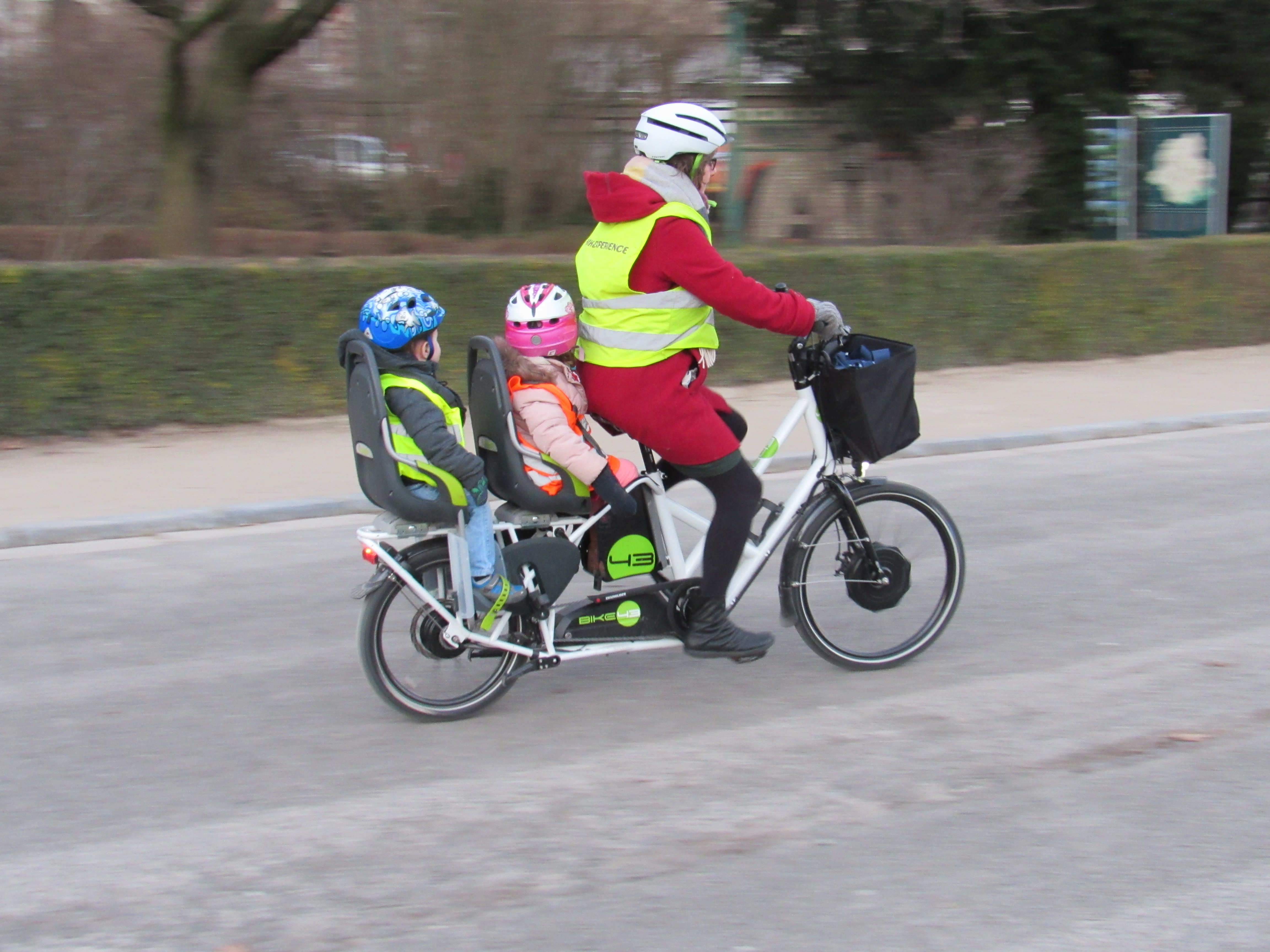
Un longtail Bike43 transportant deux enfants à l'arrière.

Il s'agit en général de vélos très robustes, équipés d'une béquille, d'une banquette pour asseoir les enfants dans la caisse, et parfois de bâches de protection contre les intempéries. La largeur de la caisse ne dépasse pas celle du guidon, ce qui permet de passer partout où passe un vélo traditionnel. La stabilité de l'engin est garantie par un centre de gravité situé très bas.

### Capacité
| Modèle                      | Taille de la plateforme en cm (ou volume) | Charge max. en kg |
| --------------------------- | ----------------------------------------- | ----------------- |
| Maderna MSRC XXL Truck      | 80 × 60                                   | 120               |
| Riese & Müller Load light   | 60 × 39-45                                | 200 poids total   |
| Larry vs Harry Bullitt      | 70 × 46                                   | 180 poids total   |
| Cargo Bike : Wagon Bike     | 80 × 54                                   | 100               |
| Douze-Cycles : Messenger V2 | 270 litres (modèle G4)                    | 200 poids total   |
| Gaya Bike : le compact      | 70 x 47                                   | 160               |